# Małyj Prawutyn
Małyj Prawutyn (ukr. Малий Правутин) – wieś na Ukrainie, w obwodzie chmielnickim, w rejonie sławuckim. Liczy 488 mieszkańców.
Wieś położona jest nad rzeką Siczanką, 40 km na północny wschód od Sławuty i 25 km na południe od Korca. W miejscowości znajdują się szkoła, cerkiew prawosławna i dwa cmentarze.
Wieś Prawutyn Mały wchodziła w skład dóbr wołyńskich księżnej Anny Jabłonowskiej.